# Jürgen Seidel
Pour les articles homonymes, voir Seidel.
Jürgen Seidel, né le 7 mai 1948 à Waren (Müritz), est un homme politique allemand membre de l'Union chrétienne-démocrate d'Allemagne (CDU).

## Biographie
Après avoir obtenu son Abitur, il étudie à l'Université technique de Dresde, dont il ressort diplômé comme ingénieur en sciences des matériaux.
Entre 1971 et 1974, il travaille comme ingénieur à VEB Metalgusswerk, puis est élu membre de l'assemblée de l'arrondissement de Waren, et est chargé de la protection de l'environnement, de l'eau et des loisirs. Il renonce à ce mandat en 1984 et devient directeur de l'Association des loisirs de Waren jusqu'en 1990.
Il est marié et père de quatre enfants.

## Vie politique

### Au sein de la CDU
Jürgen Seidel a rejoint l'Union chrétienne-démocrate d'Allemagne de l'Est (CDU/DDR) en 1971. Elle fusionne en 1990 avec l'Union chrétienne-démocrate d'Allemagne (CDU), dont il devient adhérent.
Le 23 juillet 2005, il est élu président de la CDU de Mecklembourg-Poméranie-Occidentale. L'année suivante, il entre au comité directeur fédéral du parti.
Il est remplacé comme président régional de la CDU par Lorenz Caffier le 21 novembre 2009.

### Au sein des institutions
En 1990, il est élu député à la Chambre du peuple de la République démocratique allemande (RDA) lors des premières et uniques élections libres. Il entre au Landtag de Mecklembourg-Poméranie-Occidentale la même année.
Il est nommé ministre de la Construction, du Développement régional et de l'Environnement dans la seconde coalition noire-jaune de Berndt Seite le 8 décembre 1994. Un an et demi plus tard, le 7 mai 1996, il est choisi pour devenir ministre régional de l'Économie. Il est contraint de renoncer à ce poste le 2 novembre 1998 après la formation d'une coalition rouge-rouge entre le Parti social-démocrate d'Allemagne (SPD) et le Parti du socialisme démocratique (PDS).
Il démissionne en 2001 de son mandat de député régional au Landtag pour prendre le poste de préfet de l'arrondissement de Müritz. Cinq ans plus tard, il est chef de file de la CDU aux élections régionales du 17 septembre 2006, et se classe deuxième avec 22 sièges sur 71, contre 23 au SPD. Bien que Ministre-président Harald Ringstorff ait la possibilité de poursuivre son alliance avec le PDS, il choisit de former une grande coalition avec la CDU, et Jürgen Seidel est nommé Vice-Ministre-président et ministre de l'Économie, du Travail et du Tourisme le 7 novembre suivant.
Il est reconduit à la suite du remplacement de Ringstorff par Erwin Sellering le 6 octobre 2008, mais quitte le gouvernement le 25 octobre 2011, formé à la suite des élections régionales.